# Vázsnok
Vázsnok là một thị trấn thuộc hạt Baranya, Hungary. Thị trấn này có diện tích 4,75 km², dân số năm 2010 là 120 người, mật độ 25 người/km².